# Majda Škrlec
Majda Škrlec (Osijek, 1991.) hrvatska je glazbena umjetnica, doktorica znanosti i asistentica na Odsjeku za glazbenu umjetnost na Akademiji za umjetnost i kulturu Sveučilišta u Osijeku, direktorica AKUD Strossmayer, dirigentica Akademskog pjevačkog zbora Strossmayer i Dječjeg zbora Osječki zumbići, članica je Vokalnog ansabla Brevis. Dobitnica je velikog broja nagrada, objavila je veći broj znanstvenih radova te je nastupala na najvećim pozornicama u svijetu, kao što su Carnegie Hall u New Yorku, Grand Philharmonic Hall u Sankt-Peterburgu i Sydney Opera House u Sydneyu kao članica Vokalnog ansambla Brevis. 

## Životopis

### Mladost i obrazovanje
Rođena je Majda Milinović 1991. godine u Osijeku (Hrvatska). Godine 2010. maturirala je u Isusovačkoj klasičnoj gimnaziji s pravom javnosti u Osijeku. Godine 2015. diplomirala je na studiju Glazbena pedagogija na Umjetničkoj akademiji u Osijeku te stekla akademski stupanj magistra glazbene pedagogije. Iste godine zapošljava se na Umjetničkoj akademiji u Osijeku kao asistentica. Dobitnica je dekaničine nagrade za poseban uspjeh tijekom studiranja u umjetničkom radu na polju glazbene pedagogije i umjetnosti 2014. godine, a kao zaposlenici Odsjeka za glazbenu umjetnost dodijeljeno joj je 2017. godine priznanje za izuzetno zalaganje u umjetničko-znanstvenim istraživanjima. Doktorirala je 2021. godine na Poslijediplomskom interdisciplinarnom sveučilišnom studiju Kulturologija, smjer Kultura, umjetnost i književnost u europskom kontekstu Doktorske škole Sveučilišta Josipa Jurja Strossmayera u Osijeku.

### Glazbeno-pedagoški rad

##### Osječki zumbići
Dječji zbor Osječki zumbići je osnovan 1989. godine, a od 1998. djeluju u sastavu Glazbene radionice mladih Polifonija u Osijeku, od 2018. Institut za zborsku glazbu Polifonija. Od 2013. godine su dirigentice i voditeljice Majda Milinović i Anja Papa, a klavirska suradnica je Martina Proleta.

##### Akademski pjevački zbor "Strossmayer"
Akademsko kulturno umjetničko društvo "Strossmayer" okuplja studente i zaposlenike osječkog Sveučilišta. Majda Milinović vodi Akademski pjevački zbor Strossmayer od 2018. godine. Zbor broji oko 40 članova.

##### Vokalni ansambl Brevis
Vokalni ansambl Brevis je osnovan 1996. godine, a od 1998. godine djeluje u sastavu GRM Polifonija, kasnije u okviru Instituta za zborsku glazbu Polifonija. Majda Milinović sudjeluje u radu Instituta za zborsku glazbu Polifonija od 2013. godine. 

## Nagrade i priznanja
- 2019.: Prva nagrada na International Choir Championship "Lege Artis", Tuzla, Bosna i Hercegovina (Dirigentica Dječjeg zbora Osječki zumbići)
- 2018.: Nagrada "Oskar znanja" (Agencija za odgoj i obrazovanje, Ministarstvo znanosti i obrazovanja RH) za osvojeno prvo mjesto na državnom natjecanju s Dječjim zborom Osječki zumbići
- 2018.: Prva nagrada i zlatna plaketa na 61. Glazbenim svečanostima hrvatske mladeži u Varaždinu - dirigentica Dječjeg zbora Osječki zumbići
- 2017.: Priznanje Vijeća Akademije Umjetničke akademije u Osijeku za izuzetno zalaganje u umjetničko-znanstvenim istraživanjima
- 2017.: Nagrada "Oskar znanja" (Agencija za odgoj i obrazovanje, Ministarstvo znanosti i obrazovanja RH) za osvojeno prvo mjesto na državnom natjecanju s Dječjim zborom Osječki zumbići
- 2017.: Prva nagrada i srebrna plaketa na 60. Glazbenim svečanostima hrvatske mladeži u Varaždinu - dirigentica Dječjeg zbora Osječki zumbići
- 2015.: Dječji festival "Vedrofon" - druga nagrada s Dječjim zborom Osječki zumbići
- 2014.: Dječji festival "Vedrofon" - druga nagrada s Dječjim zborom Osječki zumbići
- Dekaničina nagrada za poseban uspjeh tokom studiranja u umjetničkom radu na polju glazbene pedagogije i umjetnosti (Akademija za umjetnost i kulturu u Osijeku)

## Vanjske poveznice
Mrežna mjesta
- Bibliografija Majde Milinović, CROSBI
- Vokalni ansambl Brevis
- Brevis u Carnegie Hallu u New Yorku  Arhivirana inačica izvorne stranice od 6. prosinca 2021. (Wayback Machine)
- Akademsko kulturno umjetničko društvo Strossmayer
- Glas Slavonije o Polifoniji
- Majda Milinović i Antoaneta Radočaj-Jerković o Osječkim zumbićima na Slavonskoj televiziji